# Templos virreinales de Ayacucho

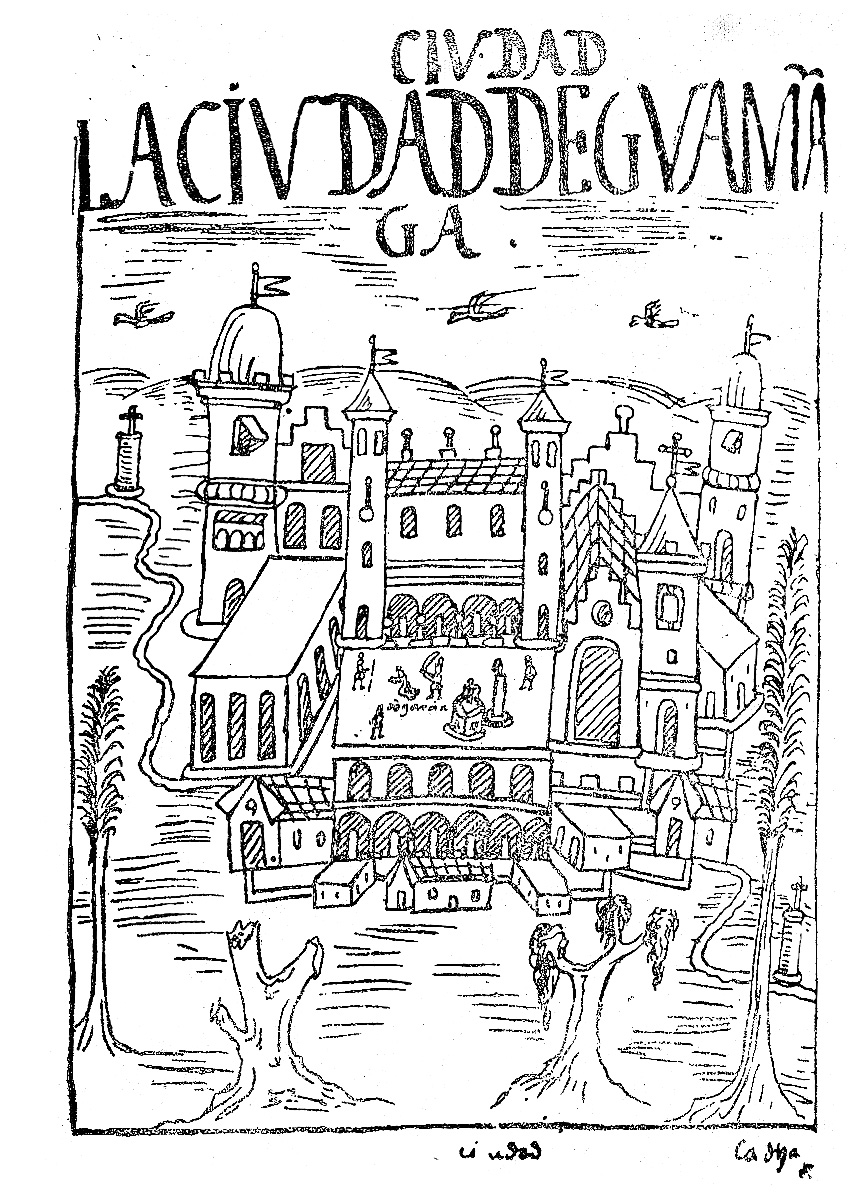
La ciudad de Huamanga, según Felipe Guamán Poma de Ayala. El templo con portales ocupa la extensión de la plaza con dos torres en los extremos. Parece que ha querido simbolizar una ciudad con muchos templos, colocando en su dibujo cinco torres

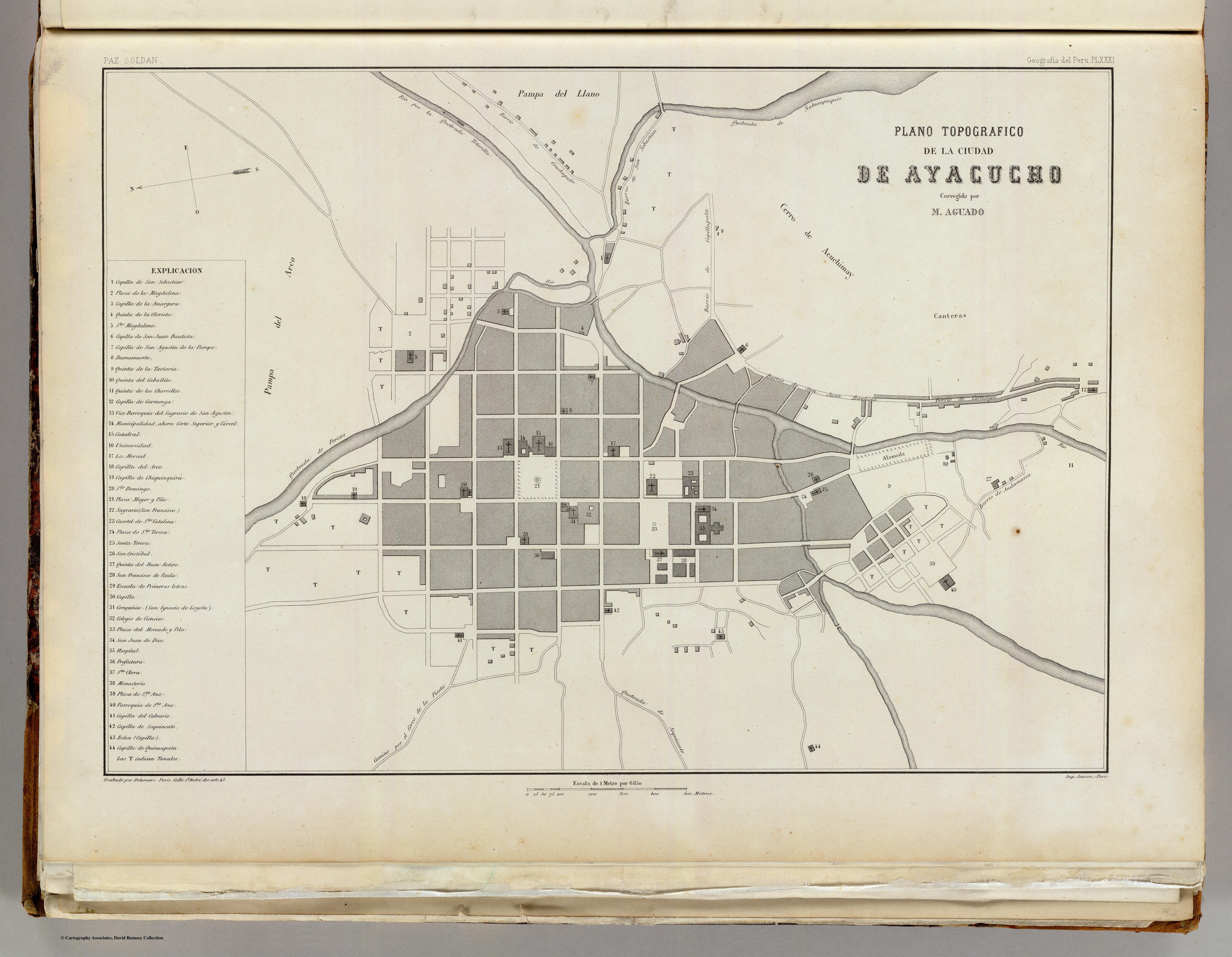
Mapa de Ayacucho, 1865 por Mariano Paz Soldán Nótese la fuerte presencia de los templos en el tejido urbano de la ciudad.

Los templos virreinales de Ayacucho forman uno de los conjuntos monumentales, arquitectónicos y religiosos muy importantes del periodo virreinal en América. Cada uno de estos templos poseen peculiaridades que las hacen distintas unas de otras. Hechos mayoritariamente en estructura piedra y mortero y techos en bóveda corrida, muestran la religiosidad y estilo propio de la ciudad. Las fachadas son generalmente de estilo barroco. Los interiores están decorados con motivos religiosos hechos en pan de oro, en altares interiores en ofrenda a un santo en particular, muestra de una auténtica escuela ayacuchana de retablistas. Muchos viajeros llegan a visitar dichos templos en especial en la época de Semana Santa.
Los templos son administrados por la Arquidiócesis de Ayacucho.

## Listado de templos en orden cronológico

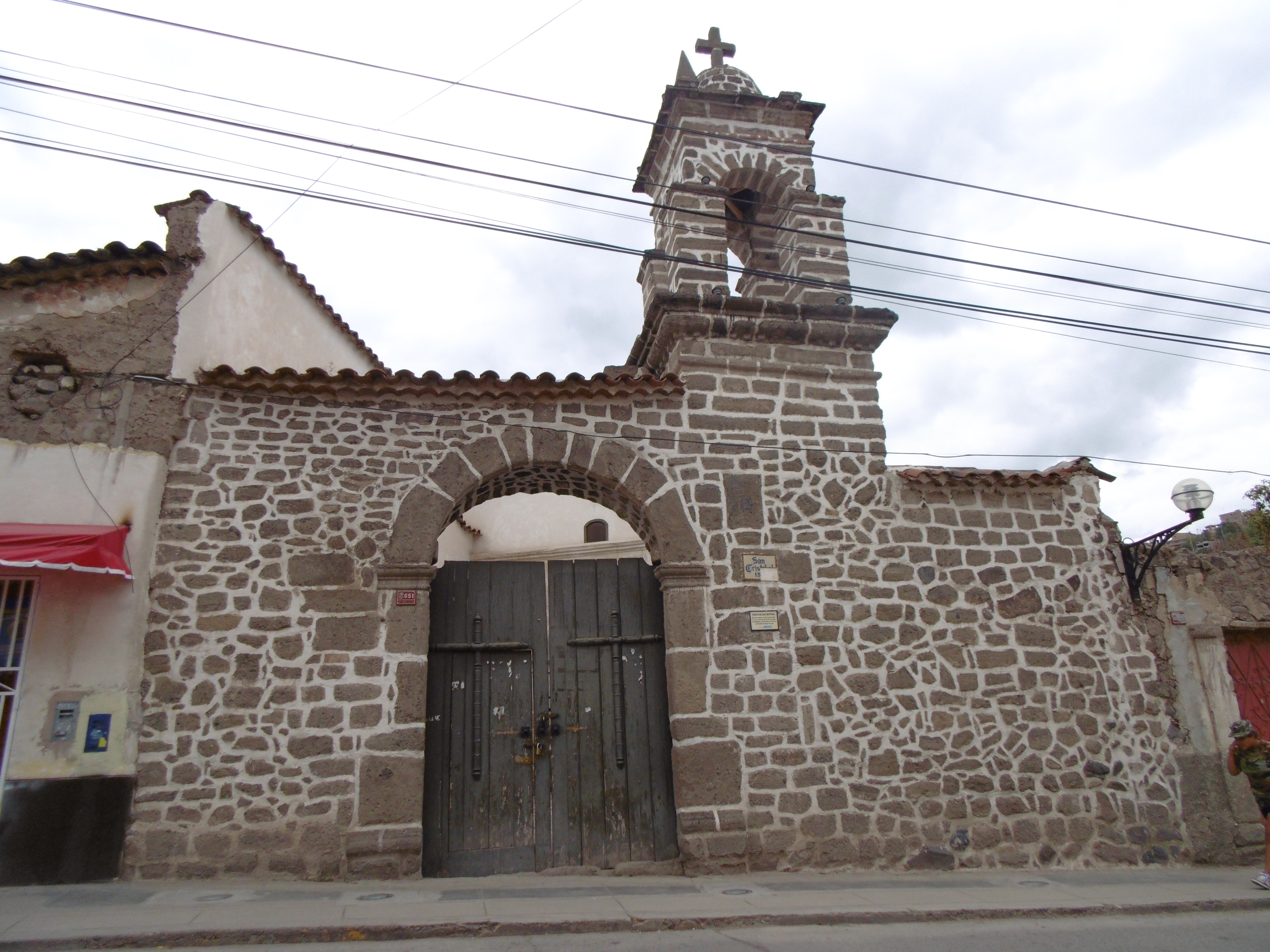
Templo San Cristóbal

### Templo San Cristóbal, 1540
Ubicada en la sexta cuadra del Jirón 28 de julio, frente al Templo de Santa Teresa. Este fue el primero en ser construido en la ciudad en el año 1540. Su arquitectura es sencilla con una sola torre y campanario, cuya construcción es de piedra de cantería. Tiene una sola nave cubierta por el tejado vertiente de piedra y adobe y un solo altar con un pequeño sagrario. La fachada principal presenta un arco de medio punto, tras de esta portada hay un reducido atrio de donde inicia la escalera que conduce a la torrecilla que se alza en la entrada. 
El valor de este templo reside en su tradición e historia que la rodea de un halo legendario; ofició de Catedral, mientras se construía la verdadera; además en ella se guardan restos mortales de varios personajes muertos en la Batalla de Chupas ocurrida en el año 1542. El más célebre de los que están enterrados allí es Pedro de Candia el “Griego”, piloto mayor de la flota de Francisco Pizarro y uno de los Trece de la isla del Gallo. 
El altar mayor es muy sencillo, con las imágenes de la Virgen de Cocharcas y San Cristóbal. En el templo había una imagen de Santiago Apóstol, que Ricardo Palma hace referencia en su tradición "El caballo de Santiago Apóstol", cuando narra que el caballo de Marcos Saravia, no quiso moverse de la puerta del templo, porque su dueño había ofrecido obsequiarlo, si salía vivo de la batalla, y aquel no quería cumplir su ofrecimiento. Cuenta con un pequeño campanario y está coronada por una pequeña cruz de piedra. Carece de ventanas y en el fondo muestra un solo altar, también de adobe, con un pequeño sagrario.
Fue restaurado en el periodo 1982-1983 y posteriormente dejado en abandono. El 14 de febrero del 2015, por acción de las fuertes lluvias que azotaron a la ciudad de Ayacucho y sobre todo por el estado de abandono en que se encontraba, el templo se desplomó casi en su totalidad  y quedaron en pie solo su portada y torre, complicando aún más la recuperación de este edificio.
Con R.S.N.º 2900-72-ED, de fecha 28 de diciembre de 1972, ha sido Declarado Monumento integrante del Patrimonio Cultural de la Nación.

### Templo de la Merced, 1540
Está ubicada en la segunda cuadra del Jirón 2 de Mayo, al costado de la Plazoleta del mismo nombre. Fue construido en el siglo XVI. Tiene elementos del estilo Renacentista y es el segundo templo más antiguo de Ayacucho. Es de una sola nave, en el exterior presenta una pequeña torre, en el ángulo formado por la fachada principal con la fachada lateral, de forma cuadrangular, con el remate de una linterna, rodeada de almenas y contiene en ella cuatro campanas chicas. Tiene dos puertas de entrada, una principal que mira al Oeste y otra que daba acceso al lado Norte. La portada lateral es de una hermosa talla en piedra gris con imágenes en alto relieve y columnas de estilo compuesto, en ella se encuentra el Escudo de la Orden Mercedaria. El coro se encuentra sobre la entrada principal, sostenida por una bóveda rebajada; es de una sola nave, la cubierta es un techo de teja, maguey y carrizo a dos aguas, que en el interior tiene una forma trapezoidal. Todo el templo es de piedra y cal. El Altar Mayor, de madera íntegramente bañado con pan de oro presenta la imagen escultórica de la Virgen de las Mercedes, que posee preciosas alhajas y lujosos vestidos. A la derecha del templo se encuentra el púlpito, artísticamente tallado en madera, y debajo se observa un gran escudo tallado en piedra.
Luego de la Batalla de Chupas, los combatientes muertos fueron enterrados en este templo. Incluso, se asegura que la heroína María Parado de Bellido fue enterrada en este lugar.
Fue restaurado en más de una ocasión, siendo las primeras en 1640 y 1650 y últimamente en forma parcial en 1978. Anexo al templo se hallaba el convento de la Orden Mercedaria que fue suprimido en 1826 por falta de religiosos. 
Con R.S.N.º 2900-72-ED, de fecha 28 de diciembre de 1972, ha sido Declarado Monumento integrante del Patrimonio Cultural de la Nación.

### Templo de Santo Domingo, 1548

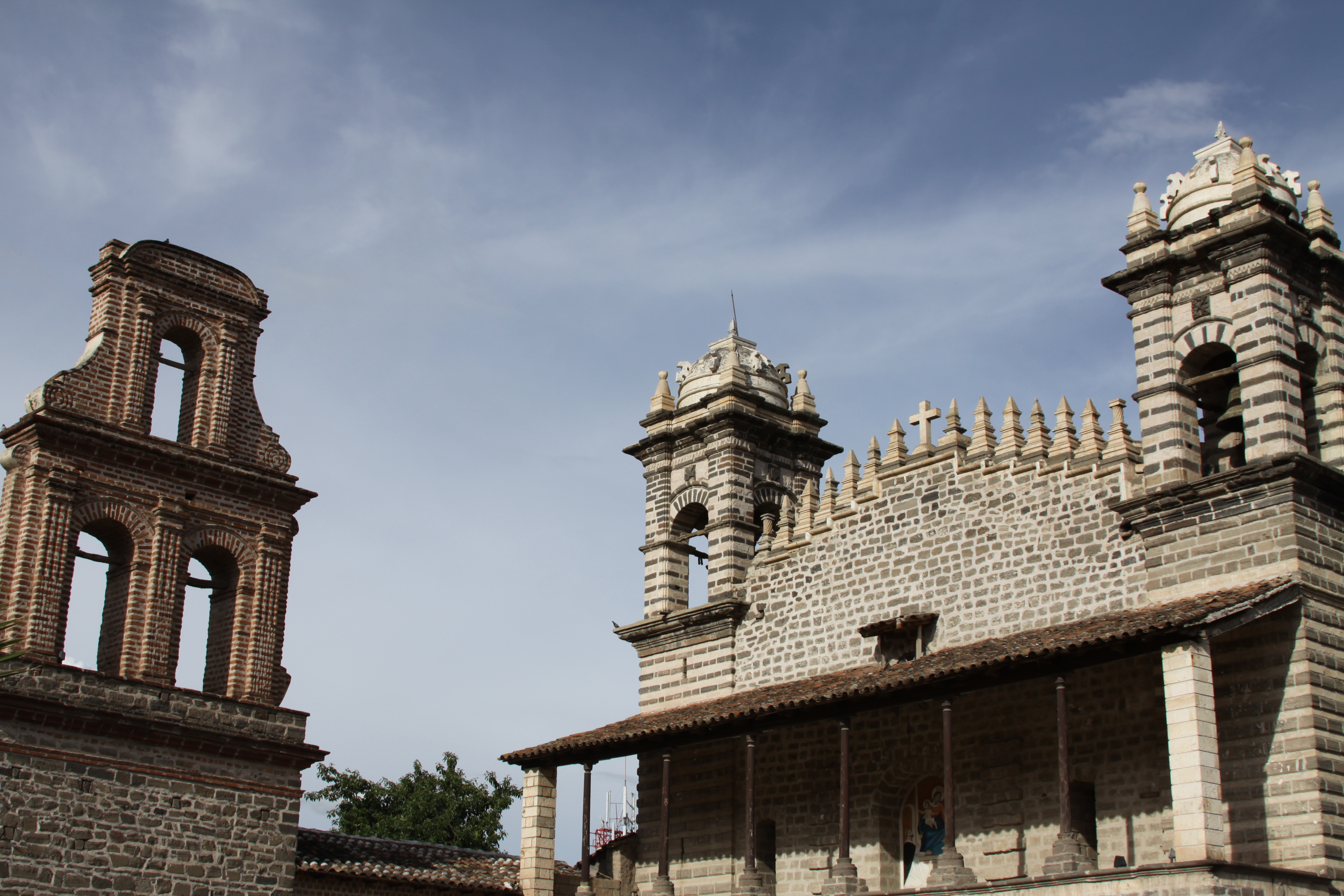
Espadaña y fachada

Se encuentra en la segunda cuadra del Jirón 9 de diciembre. Fue construida en el año 1548, por Fray Jerónimo de Villanueva. Considerado el segundo convento que tuvo la ciudad de Huamanga, bajo el título de "predicadores de Santa Ana de Huamanga" por la orden de los frailes predicadores o los dominicos. El templo contiene dos torres, que no guarda proporción con el cuerpo del frontis, por ser de pequeña altura, la torre del lado norte no posee campana. 
Al interior del recinto, parte central del corredor existe una amplia hornacina, a manera de escenario, sirvió de altar y posiblemente también de capilla abierta en la que celebraban misa para el pueblo y donde los dominicos podían celebrar al aire libre cuando la concurrencia era mayor. El altar mayor es de madera y dorado antiguo, con espejos que integran marcos, columnas salomónicas. La Virgen del rosario ocupa una de las hornacinas, con vestidura y alhajas bañados en oro. Existen pinturas como la de la "Virgen del Rosario", "Virgen del Carmen", "El calvario". En el presbítero se encuentran los restos del padre Juan Villalobos, confesor de Santa Rosa de Lima.
En 1548 es nombrado vicario de la Orden Fray Geronimo de Villanueva, quien debió iniciar la construcción del templo, en 1629 el obispo Francisco de Verdugo da cuenta de su conclusión. Hay informes sobre su reconstrucción en 1715 y de algunas mejoras realizadas en 1871. En la actualidad ya no queda nada del convento original. Fue restaurada en el periodo 1982-1983.
Al lado izquierdo se encuentra una espadaña, la única de la ciudad, la cual se piensa érroneamente que era usada como sitio de colgado y castigo a los herejes. Este elemento y la columna corintia coronada por una cruz de piedra, que se encuentra en la esquina opuesta, fueron edificadas en memoria de las víctimas de la terrible tempestad y terremoto que abatió sobre Huamanga el 9 de octubre de 1640.
Durante las celebraciones por Semana Santa, salen de este templo en procesión las imágenes de El Señor del Santo Sepulcro -una hermosa urna de Vidrio con marcos de madera tallada, donde se aprecia a Jesús que descansa en un lecho de margaritas blancas- y la de la Virgen Dolorosa, ambas imágenes finamente detalladas.
Con R.D. N.º 707-INC, de fecha 6 de agosto de 2001, ha sido Declarado Monumento integrante del Patrimonio Cultural de la Nación.

### Templo de San Francisco de Asís, 1552

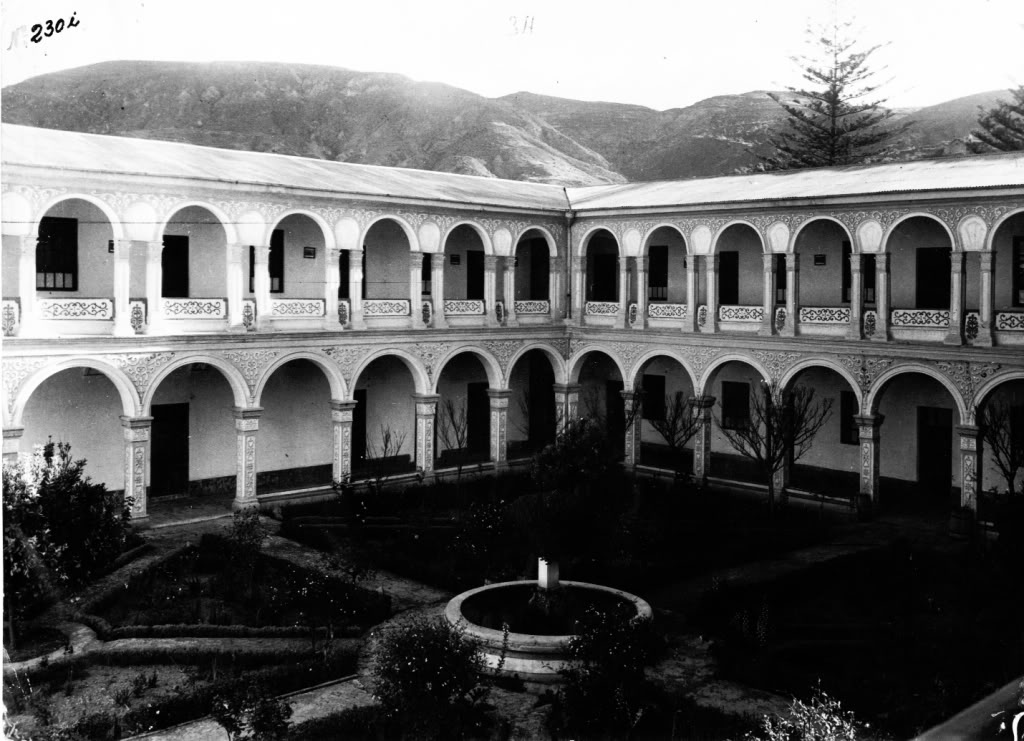
Claustro San Francisco

Está ubicada en la tercera cuadra del jirón 28 de julio. Fue construida en el siglo XVI estilo greco-romano peninsular. De una sola torre al lado sur, presenta dos cuerpos, dándole una vista especial la utilización de piedra roja bajo las cornisas del primero y en el campanario, el mismo que remata en una pequeña linterna sobre cupulin y tambor. La portada principal se encuentra entre dos columnas con estrías y capiteles jónicos, con frisos tallados en relieve y frontón triangular en cuyo tímpano se encuentra en altorrelieve la imagen de San Francisco de Asís en éxtasis y Fray León, en los vértices laterales del frontón están las imágenes de San Antonio de Padua y de Santa Clara. Sobre el cornisamento van dos ventanas que dan al coro y una hornacina al centro, flanqueada por pilastras. Un tercio del templo es de una sola nave, sobre la que está el coro alto, cuya longitud es de 11.25 metros y sobre los dos tercios restantes hay tres naves, la del centro destaca de las colaterales por el copulín y el crucero, que descansa sobre dos filas de columnas cuadradas que en número de ocho, además soporta los tramos y bóvedas de las naves central y laterales. La ornamentación interior consiste en tallas de piedra del cornisamiento. 
El retablo mayor consta de cuatro cuerpos de madera dorada y tallada, de estilo barroco-churrigueresgo. Todos los altares están cubiertos con pan de oro. En el presbiterio hay un órgano moderno enmarcado con restos de altares coloniales dorados. Además de la Catedral, es la única iglesia que tiene tres naves procesionales. De él sale la procesión del Señor De Los Milagros, el día 28 de octubre.
Hacia 1552, Diego de Herrera y otros frayles fundaron la iglesia, teniendo como uno de sus protectores al Virrey Hurtado de Mendoza. En el decreto de Bolívar de 1826, en que se suprimió varios conventos, también se encontraba el de San Francisco, por lo que quedó en abandono hasta que en 1898, fue restaurado parcialmente. La iglesia y bóveda fueron refaccionadas en 1970 y 1982. Tiene la campana más grande de todos los templos de la ciudad.
Con R.S. N.º 2900-72-ED, de fecha 28 de diciembre de 1972, ha sido Declarado como Monumento integrante del Patrimonio Cultural de la Nación.

### Templo de San Juan de Dios, 1555
Este se encuentra en la primera cuadra de la calle San Juan de Dios. Data de 1555. Es de forma rectangular de una sola nave con una cubierta de bóveda de cañón corrido, tiene dos torres campanarios en los extremos; una de ellas es la más pequeña. Desde sus inicios fue también casa de salud para atender a los aborígenes y españoles pobres, por orden real de Carlos V; en su edificación trabajó como yanacona Martín Guamán, padre del ayacuchano Felipe Guamán Poma de Ayala.

### Templo y Convento de Santa Clara de Asís, 1568
Está ubicado en la tercera cuadra del Jr. Grau y frente al lado Oeste del Mercado Central. Fue fundado el 16 de mayo de 1568, por el Corregidor de Huamanga don Antonio de Oré y esposa Luisa Díaz de Rojas, ellos edificaron tanto el templo como el monasterio. Construida en el siglo XVI, Joseph de Barreto y Juan de Dios, hicieron los trabajos de ampliación del convento y la construcción de la torre, entre 1705 a 1711. Fue el primer convento de mujeres de Huamanga y el segundo en todo el Perú, tiene una sola torre, única en Huamanga, compuesta de tres cuerpos, el primero cuadrangular, de lados muy salientes, sobre el que se levantan los otros cuerpos, con 8 arcos de medio punto, a 4 arcos por cuerpo y uno por cada lado. Todo el conjunto es de cal y piedra de cantería blanca. 
Frente al Altar principal están los coros alto y bajo, situados al Norte del templo, con enrejados de madera, en cuya parte alta se encuentra una tribuna de estilo morisco. Tiene 7 altares tallados y dorados en madera, el Altar Mayor presenta en su parte central la bella imagen, en escultura, de la Inmaculada Concepción y al lado izquierdo de la entrada está la perfecta y venerada imagen de Jesús Nazareno, Patrón de Huamanga, que según la tradición fue hecha por ángeles en Julcamarca (Huancavelica). 
El púlpito tallado en madera de cedro, con incrustaciones brillantes y tres Santos en alto relieve en el que destaca Santa Clara. Las paredes del templo son de cal y piedras labradas, su techumbre es primitiva de palo, maguey, carrizo, estera enlucida y pintada y tejas. El retablo mayor es de la segunda mitad del siglo XVII, así como uno lateral dedicado a Jesús Nazareno. Ambos conservan intacta la estructura básica original.
Un elemento único en los Andes peruanos, considerado como la joya de Huamanga, es el artesonado gótico mudéjar del presbiterio que tiene inscrustaciones de concha y perla. Tiene forma octogonal, con sesenta y tres artesas, en dos paños laterales y una central, que llegan al altar mayor. Las artesas son octogonales, son esmaltadas, policromadas, doradas y con un florón de oro al centro; predominando el blanco marfil y el verde hoja, el rojo sangre, azul turquí y el dorado. Debajo del coro, esta el escudo de los fundadores del templo que tiene un raro elefante y un grifo. 
El Miércoles Santo sale la procesión denominada "El Encuentro" acto religioso que es como la escenificación de la vida de Cristo en su camino al Calvario, Jesús Nazareno cargando la cruz con la ayuda de Simón Cireneo, la Virgen Dolorosa, San Juan Evangelista y la Verónica. El trono de Jesús Nazareno recorre la ciudad en hombros de los integrantes de la Hermandad ataviados con el traje de los Caballeros de Jerusalén. 
Adyacente a este templo se encuentra el Monasterio de Santa Clara, de la Orden de las Franciscanas Clarisas. En este recinto elaboran bocaditos dulces y salados, mixturas y pasteles para venta al público. El monasterio fue escenario de una de las "tradiciones peruanas" de Ricardo Palma a la monja Alférez.
Con R.S.N.º 2900-72-ED, de fecha 28 de diciembre de 1972, ha sido Declarado Monumento integrante del Patrimonio Cultural de la Nación.

### Templo de Santa Ana, 1569
Este templo se encuentra en el barrio artesanal de Santa Ana. Este fue fundado en 1569. Fue un centro ritual católico de Hanay Parroquia de indígenas, de estilo barroco combinado con el plateresco y de forma rectangular de una sola nave sin cúpula; el techo es teja en forma de bóveda y las paredes de cal y piedra de cantería. En este templo fueron sepultados chilenos asesinados por los abusos cometidos en el barrio.

### Templo de Santa María Magdalena, 1588

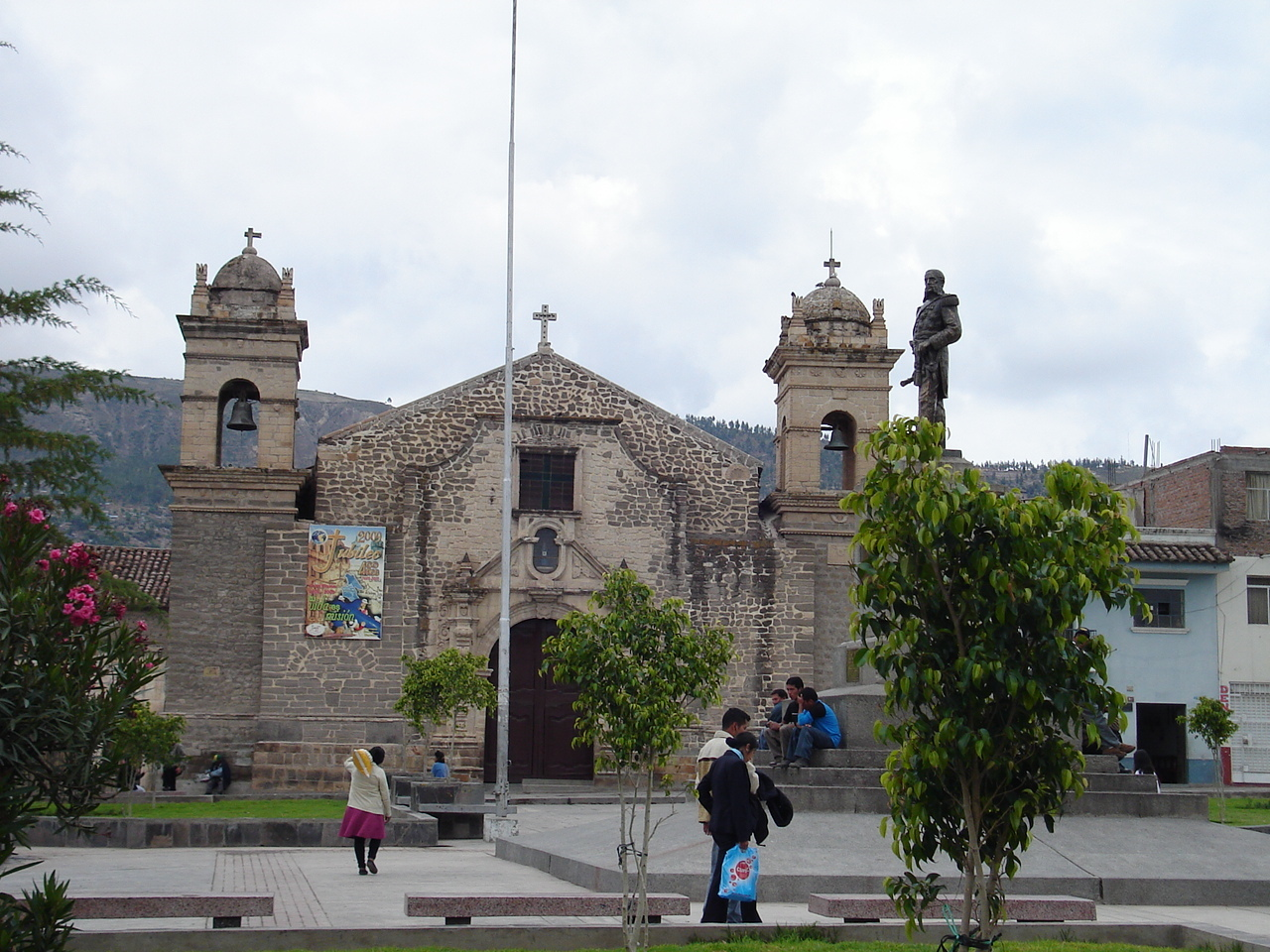
Magdalena

Ubicado en la plazoleta de la Magdalena. Fue fundado en 1588. Era la antigua parroquia de indios, ubicada en el actual barrio de la Magdalena. Este templo es de piedra, destacan por la limpieza de su ejecución el arco triunfal, el sotacoro, las falsas capillas laterales y el crucero. Carece de cúpula, se rehízo a inicios del siglo XIX, ya que sufrió incendios de sus retablos por los años 1883 y el último ocurrió en 1934. Los altares son de estilo barroco, al igual que el púlpito, tiene los altorrelieves dorados y el fondo rojo bermellón. A la derecha se ubica el altar de la Virgen del Socorro con los bustos de cuatro santos; y a la izquierda el altar de la Virgen del Carmen. 
Exteriormente la fachada de la Magdalena tiene fachada de piedra ploma, contiene dos falsas pilascas con cruces, florones y cuadrifolias y en lo alto un frontis de triángulo partido por la ventana coral. Recibe a la procesión de la Virgen Dolorosa, y marca así el inicio de la Semana Santa en Ayacucho
Mediante R.S.N.º 2900-72-ED, de fecha 28 de diciembre de 1972, ha sido Declarado Monumento integrante del Patrimonio Cultural de la Nación.

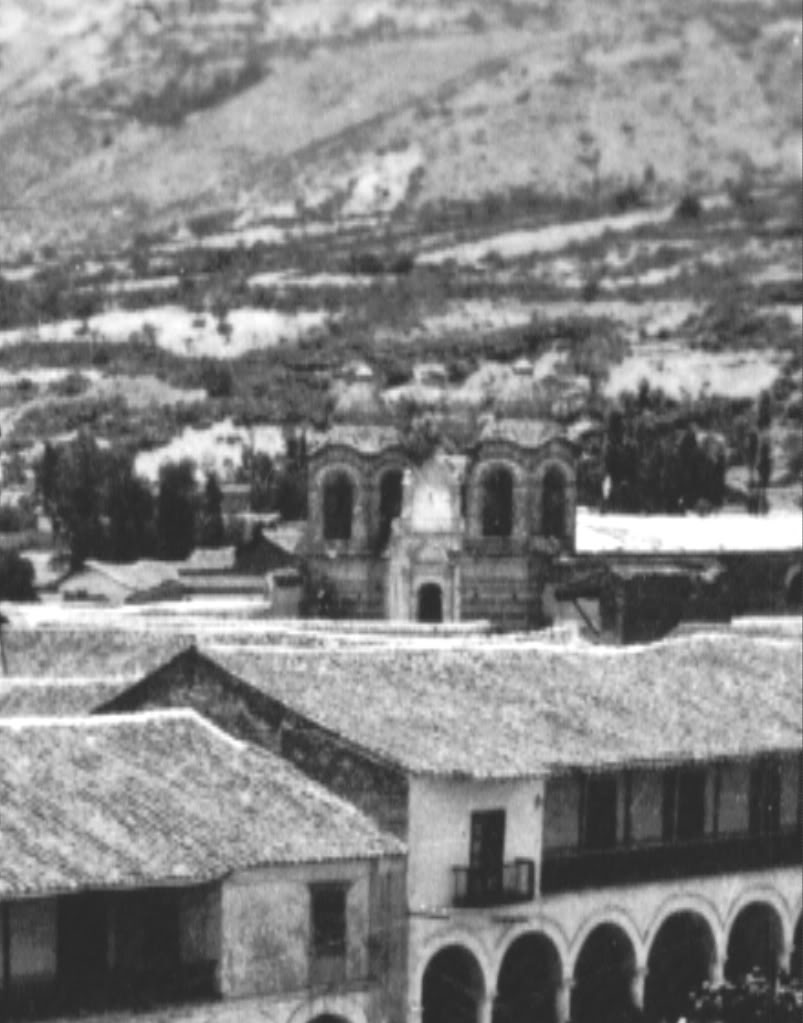
La Compañía a 1950

### Templo de la Compañía de Jesús, 1605

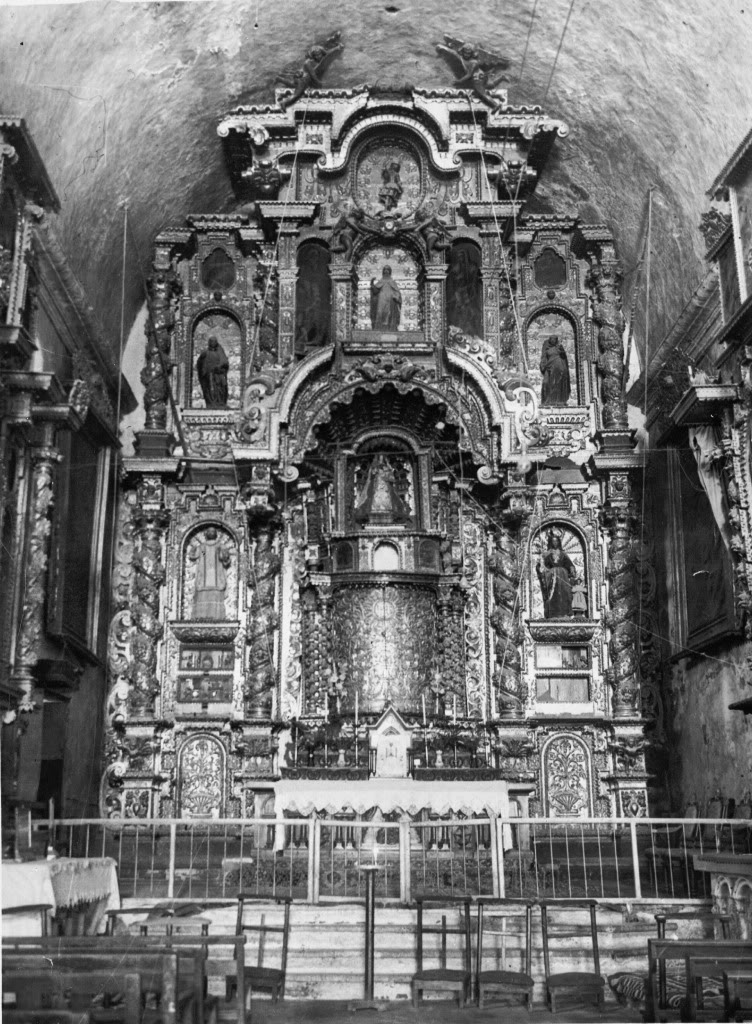
LaCompania

Está ubicado en la primera cuadra del Jr. 28 de Julio, vía peatonal. Construido en el siglo XVII, la fachada es de estilo barroco y presenta dos torres simétricas hechas de piedra gris (localmente llamada piedra "Cheqo") con una decoración de frisos de flores de alhelí esculpidas.
Es de una sola nave con planta de cruz latina con capillas de transepto, la de la izquierda tiene pechinas cubiertas con diseños de estuco, de octógonos y motivos mudéjares y el domo está decorado con la cruz, en medio de entrelazados, la bóveda se divide en paños por medio de arcos torales, resalta el arco carpanel que cubre el sotacoro. La bóveda está reforzada por arcos fajones de cal y piedra. El Retablo Mayor está formado de un hermoso retablo churrigueresco de tres calles y dos cuerpos, está dedicada a la Virgen de Cocharcas, aseguran que es el original el que trajo el indio Quimicho, desde Copacabana. Los demás altares son de madera tallada y todas doradas. Entre las capillas de este templo destaca la de "San Javier" situada a la derecha de la entrada. Son de admirarse dos confesionarios tallados artísticamente en madera, asimismo el púlpito situado al lado izquierdo de estilo barroco, tallado y dorado, con cuatro paneles decorados con rostros de niños. Hacia el piso hay tres falsas mensulillas; el tímpano es un medallón con el símbolo de JHS, el tornavoz con cinco cresterías y una linterna calada con la imagen de Juan Francisco de Regis. En materia de lienzos distinguen los siguientes: "Señor de la Sentencia", "Inmaculada Concepción", "Santos Pedro y Pablo", "San Francisco de Asís", "Santa Ana", "San Joaquín" y "La Sentencia de Jesús" entre otros.
La puerta principal está flanqueada por dos columnas de orden y en el friso el símbolo JHS, formando un arco quebrado sobre el frontón circular, y el escudo de Carlos III. La fachada está hecha en piedra de color rosa y plomiza, que presentan filas horizontales con motivos de flores de cuatro pétalos. En su parte externa, está cubierto con argamasa de cal y arena.
Anexa a este templo se encuentra a la derecha la capilla de Nuestra Señora de Loreto; y al lado la antigua Capilla de los Jesuitas o casa de los Hijos de Loyola, que tiene una hermosa portada Neoclásica Renacentista, o tal vez plateresca con una puerta de arco de medio punto, con columnas corintias acanaladas, con friso de follaje y máscaras felinicas, así también hay presencia de dos dragones alados con rostro de perro, cuerpo escamoso, bípedo y con cola de serpiente; al centro, la presencia de un elefante que representa la influencia asiática y encima un medallón con un monograma mariano. Actualmente, la antigua Capilla de los Jesuitas es la sede de la Escuela de Superior de Música "Condorcunca" de Ayacucho. 
Al lado izquierdo, se encuentra la entrada al antiguo Colegio Seminario, con puerta de arco carpanel y pilastras con almohadillado que culminan con el escudo de los jesuitas y en los costados hay dos puntas en forma de diamante. El templo y el colegio fueron fundadas por la Orden de los Jesuitas en 1605, con la anuencia del Virrey Gaspar de Zúñiga y Acevedo y la contribución de vecinos notables y religiosos como el P. Francisco de la Maza. Fue restaurado en forma parcial en 1982. 
Mediante Ley N.º 9460, de fecha 16 de diciembre de 1941, ha sido Declarado Monumento integrante del Patrimonio Cultural de la Nación. Con R.S.Nº 2900-72-ED, del 28/12/1972, ha sido ratificado.

### Templo de San Agustín, 1637

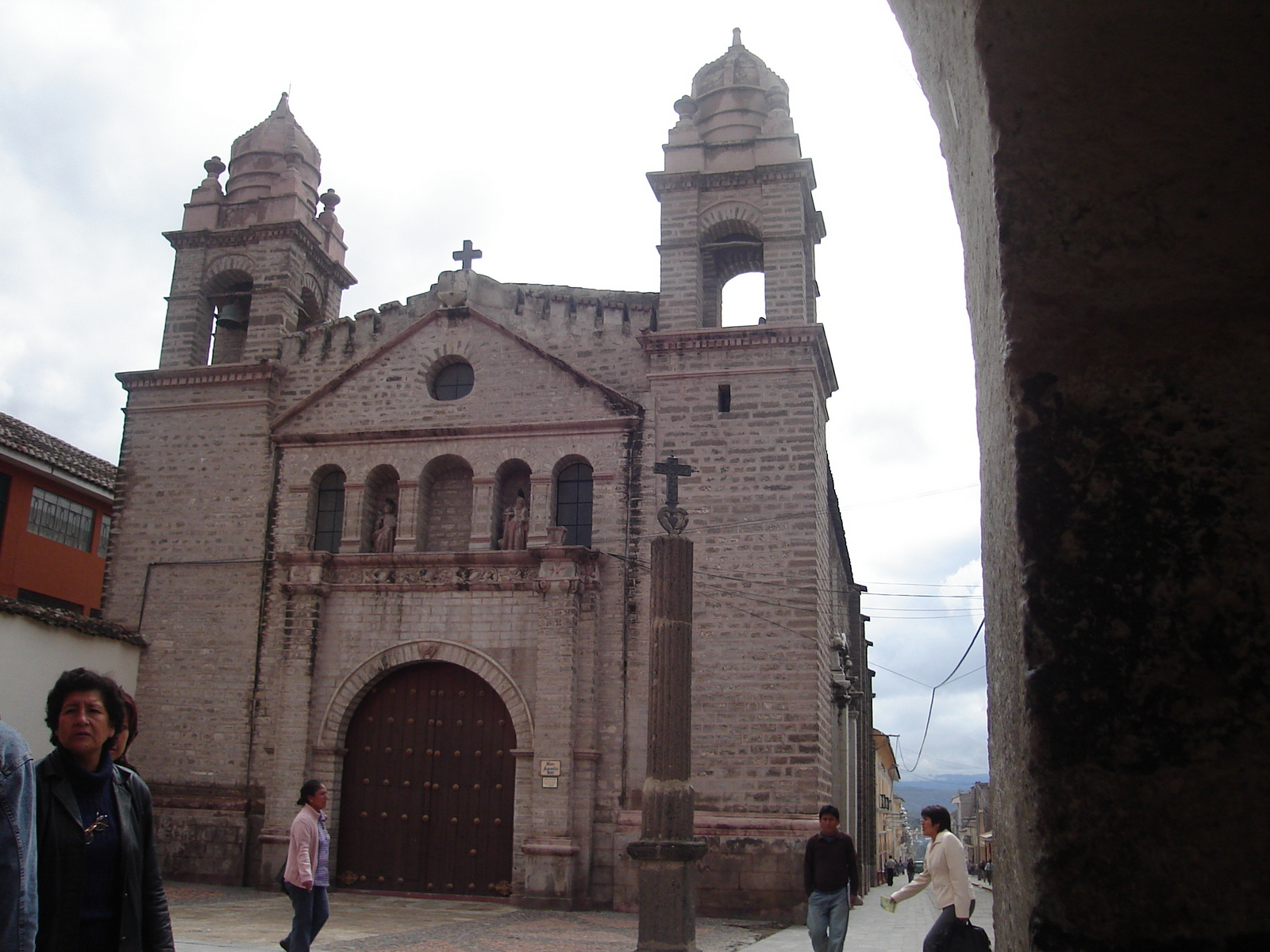
San Agustín

Se encuentra en la esquina de la calle Asamblea y Cuzco, fue creada en 1637. Actualmente bajo la administración de la congregación de Salesianos de Don Bosco. Además de la misa dominical, se celebran misas y eventos particulares al Colegio Salesiano San Juan Bosco de Ayacucho. El estilo del templo es renacentista. La fachada principal es sencilla por su sobriedad y elegante por sus proporciones armónicas en la concepción y ejecución de la obra. 
En este templo se realizó la Asamblea Nacional de Ayacucho, el 28 de julio de 1881, convocada por Don Nicolás De Piérola, para hacer una exposición de los desastres de San Juan y Miraflores, y renunciar a la presidencia de la República. Por este hecho es que se da el nombre de Asamblea a la calle actual donde está ubicado este recinto.
Con R.S. Nº 2900-72-ED, de fecha 28 de diciembre de 1972, ha sido Declarado Monumento integrante del Patrimonio Cultural de la Nación.

### Templo de San Sebastián, 1670
Ubicado en la bifurcación de J. C. Mariátegui y J. Heraud. Creada en 1670.  Edificado a base de adobe y piedra, fachada sencilla, de una sola nave y una torre de dos cuerpos terminada en un capulín. Se venera a la “Virgen De La Candelaria”, el 2 de febrero.

### Basílica Catedral, 1672
Ubicada en la Plaza de Armas. Su construcción se inició en 1632 y concluyó en 1672. Es el templo más grande de la ciudad. Tiene 4 puertas de arco de medio punto (tres en la fachada principal y una en la lateral , lado norte del templo). La portada central del frontis principal está flanqueada por dobles columnas corintias sobre las que descansan pilastres que rematan cuatro esferas. En los intervalos de estas columnas hay dos hornacinas ocupadas por estatuas de los apóstoles San Pedro y San Pablo. las torres posteriores al cuerpo del templo son de piedra al lado sur y de cal y ladrillo al lado norte. Tienen arcos de medio punto, siendo uno solo en los lados principales y dos arcos en los lados laterales. De lo que procede, se deduce que el estilo arquitectónico de la fachada es el barroco renacentista. Consta de tres naves y capiteles construidos en piedra de cantería que soportan 16 elevadas bóvedas y una hermosa cúpula en forma triangular de base octogonal.
De este templo sale la procesión de Cristo Resucitado, en la madrugada del Domingo de resurrección, concluyendo así la Semana Santa. 

### Templo de Belén, 1648
Ubicada en el barrio Belén, al oeste de la ciudad de Ayacucho, en una explanada elevada de donde se domina la ciudad con una vista panorámica, fue fundada por el Obispo de Huamanga Dr. Sancho De Andrade. El templo destaca por sus muros de piedra de una sola nave, según el diseño poseía dos torres, pero por el transcurso del tiempo y el abandono en que se encuentra, solo quedó construido uno. Los vecinos han construido un escenario para realizar el concurso de Waylias en Navidad y Bajada de Reyes.

### Templo de Santa Teresa, 1703

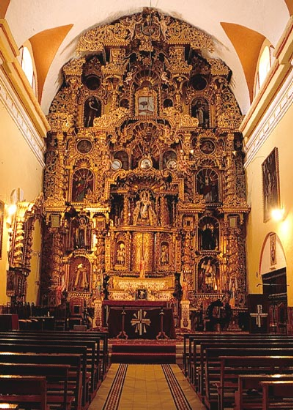
Altar Iglesia Santa Teresa Ayacucho

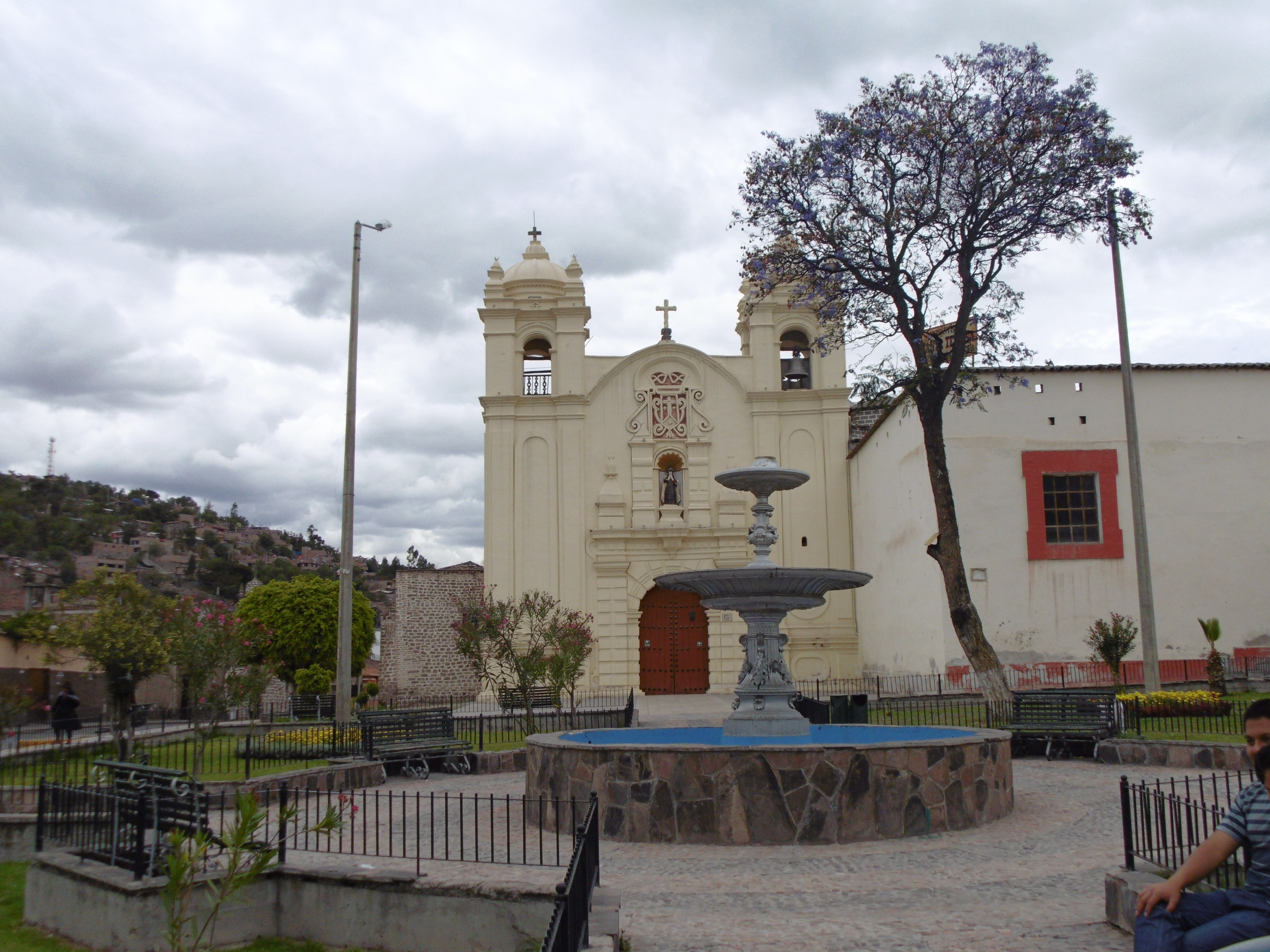
Santa Teresa

Este se encuentra en la sexta cuadra del Jirón 28 de Julio. El fundador y benefactor que hizo posible la construcción de este convento de monjas fue el R.P. Francisco de la Maza, de la Compañía de Jesús, en 1683 y a su muerte en 1688, le sucede su hermano R.P. Fray Nicolás, quien en 1703 comparte el patronazgo con el obispo Diego Ladrón de Guevara para concluir la obra en que fue consagrada el templo. De estilo barroco, en la entrada principal podemos apreciar dos torres simétricas y cuadrangulares de magníficos trazos. También se nota la cruz dentro del escudo del color rojo que denota la muerte de Cristo en la cruz. La filiación estilística de la fachada es de estilo Herreriano. Simetría y sobriedad distinguen la fachada, en cuyo frente hacia el Norte, en la parte elevada hay una hornacina con la imagen de Santa Teresa de Jesús. Digna de mención es la bellísima celosía del coro, fino trabajo mudéjar en madera dorada y con incrustaciones de marfil y conchaperla, en cuya coronación se conserva el escudo nobiliario de la familia de La Maza; así como el púlpito de madera tallada en alto relieve, todo dorado en pan de oro. El Altar Mayor es de estilo churrigueresco, bella muestra de talla profusa y dorado valioso, cuya imagen principal es de la Virgen del Carmen. En el tabernáculo principal está ubicada la Virgen del Carmen, además en las secciones laterales se ubican cuatro hornacinas en las que se sitúan la imagen de la Virgen dolorosa y otros santos. En cuanto al púlpito es de color nogal y bañado de oro, tamaño regular, con grabados en madera. El sismo de 1719 dañó este conjunto religioso sobre todo el claustro del noviciado y el testero del templo. Se dieron los siguientes procesos restaurativos: la de 1924 con motivo del centenario de la Batalla de Ayacucho y el año de 1982. 
El domingo de Ramos en la Semana Santa, de este templo sale en procesión el Señor de Ramos sentado en un burrito blanco.
Junto a este templo se encuentra el Convento de las Madres Carmelitas Descalzas, que entre otras producen el dulce de mixtura para venta al público. Con R.S.Nº 2900-72-ED, de fecha 28 de diciembre de 1972, ha sido Declarado Monumento integrante del Patrimonio Cultural de la Nación.

### Templo de San Francisco de Paula, 1713

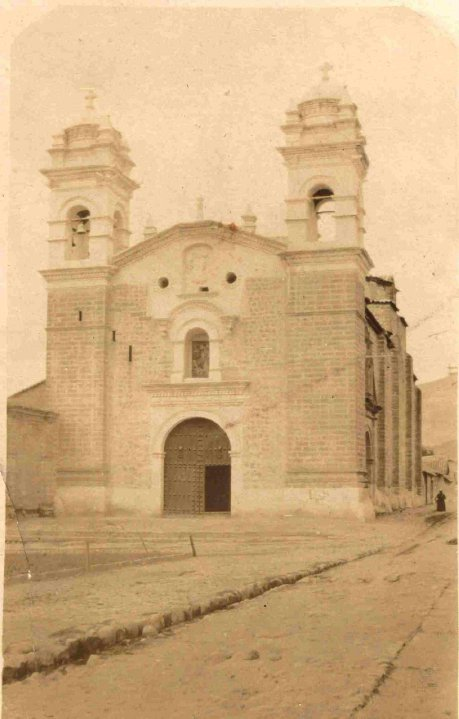
Iglesia de San Francisco de Paula

Su construcción data del año 1713 siendo inicialmente convento de los Carmelitas Descalzos. Es de planta rectangular, tiene una sola nave. En la parte superior central del frontis está esculpida en piedra la figura de San Francisco de Paula. Las torres del templo son esbeltas, simétricas, de alta base y con decoraciones esculpidas en piedra. Una y otra se comunican por un pasadizo guarnecido por un pequeño muro semicircular, que remata una cruz flanqueada por dos almenas. En los muros laterales del templo se abren 4 puertas grandes, una que da salida a la calle, otra que comunica el presbiterio con la sacristía y el templo con dicha galería. Este templo tiene cuatro altares que ocupan los nichos abiertos en los muros. En el primer altar de la izquierda de la entrada, se encuentra "Cristo Pobre", el segundo altar corresponde a "San Francisco de Paula", los otros dos altares del lado de la epístola (derecha), están ocupados respectivamente por la "Virgen del Carmen" y por "El Calvario". El púlpito es de madera tallada, tiene figuras de los cuatro evangelistas y en la parte alta está San Agustín. Es el mejor logrado entre los púlpitos de los templos huamanguinos.
Mediante Ley Nº 9460, de fecha 16 de diciembre de 1941, ha sido Declarado Monumento integrante del Patrimonio Cultural de la Nación.

### Templo de la Buena Muerte, 1720
Ubicado en la esquina del Jr. Arequipa y Tres Máscaras. Data del año 1720. El Dr. Bernardo Cipriano de Santa Cruz, en ese entonces rector de la Universidad Nacional San Cristóbal de Huamanga, facilitó la construcción y edificación del templo, concediendo una casa y hacienda para el sustento de los padres trinitarios, es decir de la orden de trinidad. En cuanto a la construcción, se puede apreciar desde el interior del templo, que posee techo abovedado sobre muro con pilastras acabados. El altar mayor es de un solo cuerpo, es de estilo barroco, entre los lienzos de gran notoriedad; esta la de la Virgen del Patrocinio, patrona de los gremios de panaderos y molineros. Existen cuadros de Cristo crucificado, Santo Domingo de Guzmán, San Agustín de Hipona . 
El día lunes de la Semana Santa sale de este templo la procesión del Señor de Huerto.

### Templo de la Amargura
Se encuentra en la última cuadra del Jirón Cuzco. Aunque el año exacto de construcción es desconocido, se sabe que data del siglo XVII, según la inscripción en el dintel de la puerta. De marcado estilo mestizo, cuenta con una nave y una sola torre. En el interior hay un altar, en cuyo retablo se representa el Calvario con efigies en bulto. 
El día martes de la Semana Santa, sale la procesión del “Señor de la Sentencia”, acompañados de los miembros del Poder Judicial y los feligreses.

### Templo de Carmen Alto
Ubicado en la antigua parroquia de Carmencca (Carmen Alto), barrio de arrieros y viajeros, comerciantes, quienes recorrían por toda la sierra del país, el altiplano boliviano hasta el norte de Chile y Argentina, creado en el siglo XVII. De estilo o mestizo, la planta es de forma rectangular, de una sola nave. El templo tiene dos torres con sus campanarios de arcos de medio punto en sus cuatro lados y terminando en un cupulín conífero. En el fronte presenta una portada de piedras rojas, compuesta por un vano de acceso con arco de medio punto, y en ambos lados pilastras, que se unen en la parte alta con una cornisa, sobre la cual se ubica una ventana. En el interior presenta una sola nave, con cieloraso trapezoidal, la estructura de par y nudillo en el techado, cubierta de tejas de arcilla roja cocida. El templo se refaccionó los años 1998.
El domingo siguiente de Pascua de Resurrección se celebra en este templo el Señor de Cuasimodo.

### Templo Pampa San Agustín

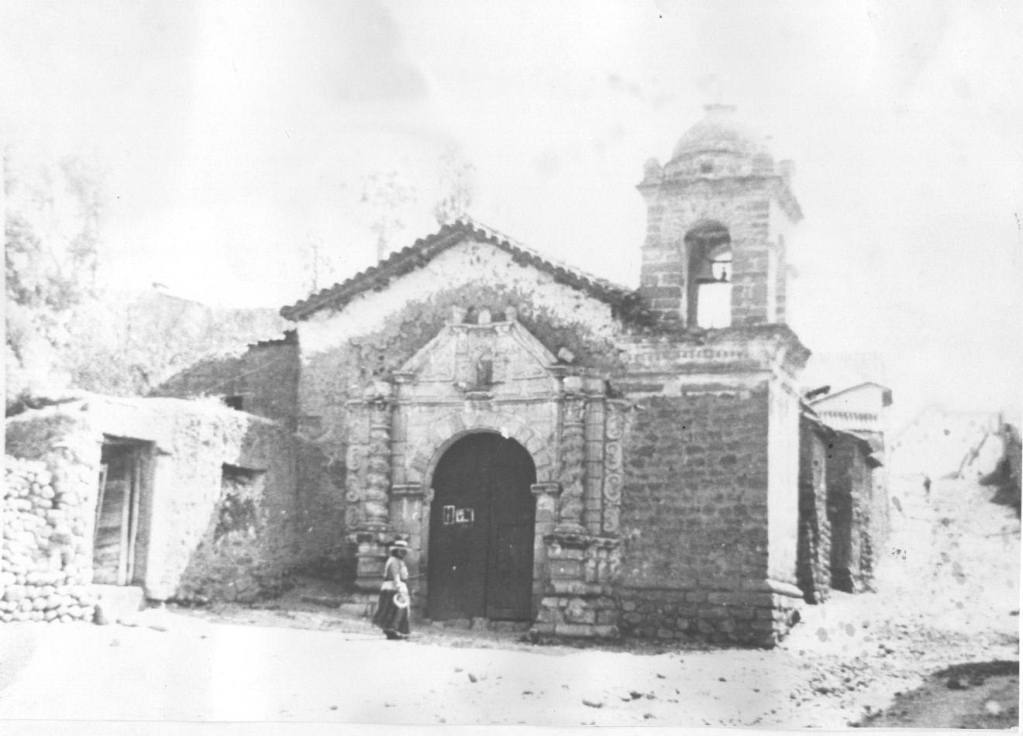
Pampa San Agustín

El cual se encuentra en la esquina del Jirón Sol y San Martín. La construcción data del siglo XVII es de forma rectangular de una sola nave, presenta una torre en su campanario, en piedra gris o cheqo, con molduras en las cornisas y denticulada, destacando un cupulín con pináculos en su alrededor. En Semana Santa sale la procesión del Señor de la Parra, el sábado Santo.

### Templo de San Juan Bautista
Este templo se encuentra en la Plazoleta de San Juan Bautista. Tiene dos torres simétricas, sus cúpulas presentan adornos consistentes en dos trencillas que guardan armonía con la fachada que tiene una puerta en cuyo dintel se ve un escudo tallado en piedra con un cordero. El 24 de junio es el día del Santo Patrón San Juan Bautista que celebran con pomposidad, entre la que destaca el tratanacuy,

### Templo de Soquiaqato, 1700
Ubicado en la primera cuadra del Jirón San Martín. Fue creado en el siglo XVIII. Posee una fachada sencilla de una sola nave y una torre de poca altura. En el altar mayor se encuentra como figura principal la Virgen de la Concepción, que se festeja con mucha devoción el 8 de diciembre, con formas y costumbres tradicionales, donde aún se mantiene el ayni, que enriquece esta celebración encabezada por el carguyoq o mayordomo. Soquiaqato es un barrio de comerciantes de cueros de caprino, cochinilla, sombreros de lana y pirotecnia.

### Templo de Conchopata
Creado en el siglo XVIII. Está ubicado en el barrio del mismo nombre, conocido también con el nombre de Barrio Los Amancaes, en homenaje al Cristo crucificado que se venera en este templo. El barrio y templo de Conchopata se asienta sobre la piedra de origen volcánico.

### Templo el Calvario
Se encuentra ubicado en la Plazoleta de Calvario, el cual se encuentra en una de las cuadras del Jirón Bellido. Fue creada en el siglo XVIII.

### Templo del Arco
Ubicado en la Plazoleta María Parado de Bellido, construido en el siglo XVII de forma rectangular y de una sola nave con dos torres. Fue edificado en honor a la santísima cruz. Delante del templo fue fusilada doña María parado de Bellido en mayo de 1822. En este templo también se venera al Niño Nakaq (niño del buen morir), la festividad es pomposa y se realiza el 2 de noviembre.

### Templo del Cementerio
Este templo se encuentra ubicado dentro del cementerio general de Huamanga.

### Templo Señor de Quinuapata, 1940
Este se encuentra en el Barrio de Quinuapata y fue creado en el siglo XIX. La imagen del señor tiene una interesante y piadosa tradición en el altar en donde ubica el señor crucificado. Se realiza la festividad el 14 de septiembre de cada año. Los primeros viernes de cada año se realiza las peregrinaciones. La capilla muestra valiosas joyas y recuerdos que los devotos vienen dejando por los beneficios recibidos por obra del Señor de Quinuapata.

### Capilla de Capillapata
Esta capilla se encuentra en el distrito de San Juan Bautista.

### Templo del Señor de Arequipa
Este Templo se encuentra en la primera cuadra del Avenida Cuzco. Pequeña capilla, lleva el presente nombre porque según la tradición , en este lugar se le apareció a una campesina la imagen de “Cristo Doloroso” , a quien le pidió le construyan una capilla y lo veneren con el nombre de “Señor de Arequipa”.

### Capilla de la Santísima Virgen del Rosario de Chiquinquirá
Esta capilla se encuentra ubicada en el Jirón 9 de Diciembre. Fue creada en el siglo XVII.

### Capilla de Nuestra Señora de Loreto
Ubicada entre el Templo de la Compañía de Jesús y lo que hoy es la Escuela de Música.

### Capilla de la Virgen de Fátima
Esta capilla se encuentra anexada al templo de Santo Domingo.

### Capilla del Señor de Maravillas
Esta capilla se encuentra ubicada a la entrada de la ciudad, en la urbanización EMADI.

### Capilla del Señor de Pampa Cruz
Se encuentra ubicada entre el Jirón Londres y Tambo Chico de Pampa Cruz. Este es contemporáneo del templo de San Cristóbal.

## Videos
- Semana Santa Ayacucho, video de 1940 del archivo de la Biblioteca Nacional del Perú.
- Promperu, video promocional de la agencia estata de turismo Promperú donde se aprecia la escena del Apuyaya Jesucristo en la Basílica Catedral el Domingo de Pascua.